# Mihrişah Sultan (madre di Selim III)
Mihrişah Sultan (turco ottomano: مهرشاہ سلطان, lett. "sole/luce dello Şah"; 1745 – Istanbul, 16 ottobre 1805), nota anche come Mihrişah Kadın, è stata una consorte di sultano ottomano Mustafa III, madre del sultano Selim III e sua Valide Sultan dal 1789 fino al 1805.

## Origini
Malgrado una teoria secondo cui era di origini genovesi, sembra essere nata in Georgia intorno al 1745. Il suo nome originale era Agnese. Era nota per la sua bellezza, che le valse il soprannome di "Bellezza georgiana" (Gürcü güzeli), e le valse di entrare nell'harem del sultano ottomano Mustafa III in giovane età.

## Consorte imperiale
Nell'harem, divenne prima una delle favorite e venne poi elevata al rango di Kadın (consorte). Ad un certo punto, divenne BaşKadin (prima consorte), anche se non c'è consenso sul momento in cui questo avvenne.
Diede al sultano un figlio e due figlie.
Era conosciuta per essere una donna calma e gentile. Fra i membri del suo personale c'era Dilhayat Kalfa, governante dell'harem di Ahmed III e tutrice di Selim III, nota per essere una delle maggiori compositrici turche del primo periodo moderno.
Nel 1774, alla morte di Mustafa, venne confinata nel Palazzo Vecchio, mentre suo figlio venne rinchiuso nel Kafes del Palazzo Topkapi. 
Un documento d'archivio del Palazzo Topkapi mostra che Mustafa III avesse preso del denaro in prestito da lei e che, a causa della sua morte, il debito non sia stato ripagato.  

## Valide Sultan
Dopo 15 anni di reclusione, Selim III divenne sultano e Mihrişah Valide Sultan. 
Ora nota come Mihrişah Sultan,  si dedicò a progetti architettonici e filantropici. Interessata all'Europa, fece ristrutturare i suoi appartamenti in stile barocco.
Aveva un ottimo rapporto con suo figlio, che si recava ogni giorno a salutarla, parlare con lei e chiederle consiglio. 
Mihrişah esercitò un'influenza discreta ma profonda e costante su Selim, sostenendone e, a volte, ispirandone le riforme, insieme ai suoi alleati, fra cui Mahmud Aga e Yusuf Aga. Parteggiava per gli inglesi ed era ostile ai francesi e ai russi, ed era particolarmente preoccupata di evitare dispiaceri al figlio, di natura nervosa e ansiosa, tanto che, quando i francesi invasero l'Egitto cercò di nascondergli la notizia. 

## Patrona dell'architettura
Mihrişah patrocinò numerosi progetti architettonici. 
Nel 1792 costruì la caserma Humbarahane, considerato il primo edificio militare di grandi dimensioni dell'Impero. A Eyüp costruì anche il complesso Mihrişah Sultan, completato nel 1796, che comprende, oltre a una moschea e al suo stesso mausoleo, una mensa per i poveri in funzione ancora oggi, e una fontana in memoria delle sue figlie.
Nel 1793 ristrutturò la moschea Halıcıoğlu e nel 1794 la fontana Silahtar Yusuf Pasha a Kağıthane.
Nel 1805 costruì la fontana Mihrişah Valide Sultan a Yeniköy. Costruì anche una diga, la Mihrişah Valide Sultan, per migliorare l'approvvigionamento d'acqua in alcuni quartieri di Istanbul, sforzo supportato dalla costruzione di numerose nuove fontane in tutta la città: una a Boyacıköy nel 1792, una fra Eminönü e Balıkpazarı e due nel suo complesso nel 1796, una nel distretto di Kılıçali a Beşiktaş e una a Fındıklı Mollabayırı nel 1797, due in memoria delle sue figlie a Üsküdar e Yeniköy, rispettivamente nel 1791 e nel 1805, una a Küçüksu nel 1803, oltre a numerose altre a Beyoğlu, Galata e Boğaziçi. 

## Morte
Mihrişah morì 16 ottobre 1805 dopo una lunga malattia. Venne sepolta nel suo mausoleo a Eyüp, nel complesso Mihrişah Sultan. La sua morte colpì profondamente il figlio Selim, che la pianse a lungo.

## Discendenza
Da Mustafa III, Mihrişah ebbe un figlio e due figlie:
- Hibetullah Sultan (17 marzo 1759 - giugno 1762)[27]. Chiamata anche Heybetullah Sultan o Heyyibetullah Sultan. La sua fu la prima nascita imperiale dopo 29 anni, e venne per questo celebrata per dieci giorni e dieci notti in maniera estremamente lussuosa. A tre mesi, venne promessa in sposa a Hamid Hamza Paşah. Nella lussuosa cerimonia, suo padre le dono le terre di Gümrükçü, ma morì di malattia a tre anni prima di poter celebrare il matrimonio. Venne sepolta nel mausoleo Mustafa III.
- Selim III (24 dicembre 1761 - 28 luglio 1808). 28º Sultano dell'Impero ottomano.
- Fatma Sultan (9 gennaio 1770 - 26 maggio 1772). Venne sepolta nel mausoleo di Mustafa III.

## Cultura di massa
- Nel film elvo-americano del 1989 The favorite, Mihrişah è interpretata dall'attrice francese Andrea Parisy.
- Nella miniserie storica turca del 2012 Esir Sultan è interpretata dall'attrice turca Ipek Tenolcay.